# Leilas Brüder
Leilas Brüder (Originaltitel: Leila’s Brothers bzw. persisch برادران لیلا) ist ein iranischer Spielfilm von Saeed Roustayi aus dem Jahr 2022.
Das Familiendrama wurde im Wettbewerb des Filmfestivals von Cannes im Mai 2022 uraufgeführt.

## Handlung
Die 40-jährige Leila hat sich ihr ganzes Leben lang um ihre Eltern und ihre vier Brüder gekümmert. Die Familie ist ständigen Streitereien und finanziellen Schwierigkeiten ausgesetzt. Die Brüder versuchen, mit Gelegenheitsjobs über die Runden zu kommen. Mit zur schwierigen finanziellen Situation tragen die internationalen Wirtschaftssanktionen gegen den Iran bei.
Um ihre Angehörigen aus der Armut zu befreien, plant Leila, ein Familienunternehmen zu gründen. Sie findet heraus, dass ihr Vater Esmail heimlich ein Familienerbstück versteckt hält, das zur Finanzierung ihres Vorhabens verwendet werden könnte. Esmail hatte es als Opfergabe für den Tag aufgehoben, um neuer Patriarch des Familienclans zu werden und in der persischen Tradition zu höchster Ehre zu gelangen. Leilas Entdeckung stürzt die Familie ins Chaos. Esmails Gesundheitszustand beginnt, sich zu verschlechtern, und die Familie droht auseinanderzubrechen.

## Hintergrund
Leilas Brüder ist der dritte Spielfilm des iranischen Filmemachers Saeed Roustayi, für das er auch das Drehbuch verfasste. Für die Titelrolle verpflichtete er Taraneh Alidoosti. Zum weiteren Schauspielensemble gehören Navid Mohammadzadeh und Payman Maadi, die bereits in Roustayis vorangegangenen Spielfilmen Life and a Day (2016) und Just 6.5 (2019) Hauptrollen bekleidet hatten. Für die Dreharbeiten war Hooman Behmanes als Kameramann verantwortlich, der ebenfalls an Just 6.5 mitgearbeitet hatte.

## Veröffentlichung und Rezeption
Die Premiere von Leilas Brüder erfolgte am 25. Mai 2022 beim 75. Filmfestival von Cannes. Für den internationalen Verwertungsrechte ist Wild Bunch verantwortlich. Für Kritik im Iran sorgte die Tatsache, dass die Festivalpremiere im Ausland noch vor einer Veröffentlichung im Heimatland des Regisseurs stattfinden sollte. Eine reguläre Sichtung auf dem Fajr-Filmfestival 2022 wie bei Roustayis vorangegangenen Filmen hätte nicht stattfinden können, da der Film zu diesem Zeitpunkt noch nicht fertiggestellt gewesen sei. Auch hätten die iranischen Behörden weder den Film gesehen, noch eine detaillierte Inhaltsangabe erhalten. Iranische Gelehrte mutmaßten, was es für Auswirkungen auf die iranische Medienlandschaft hätte, wenn der Film nachträglich zensiert würde. Es sei fraglich, ob Roustayi über eine entsprechende Genehmigung verfüge, Leilas Brüder im Ausland zeigen zu dürfen. Roustayi selbst gab an, den Film im Iran, nach seiner Uraufführung in Cannes, zeigen zu lassen.
In einem rein französischen Kritikenspiegel der Website Le film français sahen zwei der 15 Kritiker Leilas Brüder als Palmen-Favoriten an. Im internationalen Kritikenspiegel der britischen Fachzeitschrift Screen International erhielt der Film 2,3 von 4 möglichen Sternen und belegte unter allen 21 Wettbewerbsbeiträgen einen geteilten 13. Platz.

## Auszeichnungen
Für Leilas Brüder erhielt Roustayi seine erste Einladung in den Wettbewerb um die Goldene Palme, den Hauptpreis des Filmfestivals von Cannes. Darüber hinaus wurde das Werk mit dem FIPRESCI-Preis für den besten Wettbewerbsfilm honoriert.